# Tohorot (tractat)
Tohorot (en hebreu: מסכת טהרות) (transliterat: Masechet Tohorot) és un tractat de la Mixnà i del Talmud de Babilònia, que tracta especialment sobre els graus menors d'impuresa, els efectes de la qual duren només fins a la posta del sol. En la majoria de les edicions de la Mixnà, Tohorot és el cinquè tractat de l'ordre de Tohorot. El tractat està dividit en 10 capítols, i té 96 versicles en total. El tractat de Tohorot tracta sobre les diverses lleis relatives a la puresa, especialment sobre les formes de contreure la impuresa ritual, i sobre les lleis relatives a la puresa dels aliments.

## Contingut
Capítol 1: Aquest capítol tracta sobre les 13 regulacions concernents a la impuresa ritual d'una au que no ha estat ritualment sacrificada, quina quantitat d'aquesta au és ritualment impura, quines parts d'aquesta au són incloses per fer el recompte de la quantitat mínima requerida, i quan un cap de bestiar que no ha estat ritualment sacrificat adquireix un grau menor d'impuresa.
Capítol 2: Aquest capítol tracta sobre com els aliments poden esdevenir impurs quan són tocats per una persona ritualment impura, quan una persona pot tornar-se ritualment impura quan manipula aliments impurs, la diferència entre els aliments que no han estat santificats, i quins aliments poden tornar-se ritualment impurs.
Capítol 3: Aquest capítol tracta sobre la impuresa de les begudes que es troben en un estat líquid, el grau d'impuresa dels diversos aliments, i els casos d'impuresa dubtosos.
Capítol 4: Hi ha alguns casos dubtosos d'impuresa ritual; hi ha sis casos en què la impuresa és cremada, hi ha alguns casos dubtosos d'impuresa, en aquests casos els savis jueus (jajamim) van declarar que l'objecte era permissible.
Capítol 5: Les regulacions concernents als diversos casos d'impuresa ritual.
Capítol 6: La diferència entre el domini privat (reshut ha-yahid) i el domini públic (reshut harabaim) amb referència als casos d'impuresa dubtosa: en el domini privat, tots els casos dubtosos són declarats impurs, mentre que en el domini públic són declarats purs; diferents llocs són considerats com un domini privat amb referència al Shabat, però aquests mateixos llocs són considerats com un domini públic amb relació als casos dubtosos d'impuresa ritual.
Capítol 7: Hi ha diversos casos en què alguna cosa és considerat impur per haver estat tocat per una persona ignorant de la llei, si aquesta persona no observa les lleis de puresa ritual, el contacte amb ella és necessàriament impur. Hi ha casos en els quals s'ha de sospitar que una persona del poble (am ha-aretz) ha tocat els aliments i les begudes, tot i que el personalment no en tingui coneixement. Si per exemple, l'esposa d'aquesta persona ha estat vista encendre un foc, i en aquest foc hi ha un recipient que conté una impuresa, també és possible assumir que ella, encara que només volia encendre el foc, ha tocat també el menjar; la dona és curiosa per naturalesa i, per tant, vol saber el que estan cuinant els seus veïns, ella molt possiblement aixecarà la tapa del recipient per descobrir el seu contingut.
Capítol 8: Posteriors regulacions concernents al següent:
1) les precaucions que han de prendre les persones que són coneixedores de la llei jueva (halajá) per tal de protegir-se de la impuresa ritual causada per una persona del poble (am ha-aretz);
2) els productes adequats per al consum humà, i que per tant formen la base de les regulacions concernents a la impuresa dels aliments;
3) les posteriors regulacions concernents a la impuresa de les begudes.
Els Capítols 9 i 10: fan referència a les olives i al premsat de l'oli, i tracten sobre com aquests productes poden tornar impurs. Hi ha altres regulacions relacionades amb la puresa i la impuresa ritual, i aquestes regulacions fan una especial referència al premsat del vi kosher.